# Barry (sèrie de televisió)
Barry és una sèrie de televisió dramàtica de comèdia negra estatunidenca creada per Alec Berg i Bill Hader que es va estrenar a HBO el 25 de març de 2018 i va concloure el 28 de maig de 2023, després de quatre temporades i 32 episodis. Hader interpreta a Barry Berkman, un antic marine dels Estats Units de Cleveland que treballa com a sicari; en viatjar a Los Angeles per matar un objectiu, es troba unint-se a una classe d'actuació impartida per Gene Cousineau (Henry Winkler), on coneix l'aspirant a actriu Sally Reed (Sarah Goldberg) i comença a qüestionar-se el seu camí a la vida mentre tracta amb els seus associats criminals com Monroe Fuches (Stephen Root) i NoHo Hank (Anthony Carrigan).
Barry va rebre elogis de la crítica, amb la majoria dels elogis per a la seva direcció, escriptura, originalitat, humor, personatges i actuacions (especialment les de Hader i Winkler), així com l'examen de la seva temàtica. Alguns crítics l'han titllat com una de les millors sèries de televisió de tots els temps.
La sèrie ha rebut diversos reconeixements, incloses 44 nominacions als premis Primetime Emmy. Hader va guanyar dues vegades el millor actor principal en una sèrie de comèdia, mentre que Winkler va guanyar el millor actor secundari en una sèrie de comèdia per la seva actuació a la primera temporada. Per a la segona temporada, Winkler, Root i Carrigan van rebre nominacions als Emmy com a millor actor secundari, mentre que Goldberg va rebre una nominació a millor actriu secundària. Hader, Winkler i Carrigan van rebre dues nominacions més per a la tercera i quarta temporada. Les quatre temporades de Barry van ser nominades al premi Primetime Emmy a la millor sèrie de comèdia.

## Premissa
Barry segueix a Barry Berkman, un marine estatunidenc i veterà de l'Afganistan de Cleveland, que treballa com a sicari i lluita amb la solitud, la depressió i la culpa causada pel seu estil de vida i les seves accions durant el seu servei. Viatja a Los Angeles per matar un objectiu i troba un nou sentit del propòsit quan segueix el seu objectiu a una classe d'actuació. Després d'unir-se a la classe i fer plans per convertir-se en actor, utilitzant la seva nova passió com a sortida per a la seva ansietat, lluita per distanciar-se de la seva antiga vida i mantenir el seu passat en secret per als nous amics i col·legues.

## Repartiment principal
- Bill Hader com a Barry Berkman
- Stephen Root com a Monroe Fuches
- Sarah Goldberg com a Sally Reed
- Glenn Fleshler com a Goran Pazar
- Anthony Carrigan com a NoHo Hank
- Henry Winkler com a Gene Cousineau
- Sarah Burns com a Detectiu Mae Dunn
- Robert Wisdom com a Jim Moss